# Фрик, Курт
Курт Фрик (нем. Kurt Frick; 16 ноября 1884—1963) — немецкий архитектор, профессор Кёнигсбергской академии художеств.

## Биография
Курт Фрик родился в 1884 году в Кёнигсберге (ныне — Калининград) в Восточной Пруссии. Предки Фрика в Восточную Пруссию переехали из Восточной Фрисландии в XVII веке. Учился в Кёнигсбергском реальном училище, был учеником берлинского архитектора Германа Мутезиуса. В 1908—1909 годах служил в артиллерии в Кёнигсберге. По ходатайству Мутезиуса направлен на работу в Дрезден, где отвечал за архитектурные работы в районе Dresden-Seidnitz, в Хеллерау.
С началом Первой мировой войны в 1914 году добровольно поступает в армию, но уже в 1915 году освобождается от службы из-за тяжелого нервного расстройства. После войны становится государственным архитектором района Шталлупёнен-Ширвиндт (Stallupönen-Schirwindt) Восточной Пруссии, участвуя в восстановлении провинции, особенно города Ширвиндт.
В 1919 году становится независимым архитектором в Кёнигсберге, участвует в проектировании «Колонии Амалиенау».
Его самые известные работы — кирха Христа в Ратсхофе, еврейский дом престарелых, Бертахайм, многочисленные банковские здания и фасады административных построек, здание кинотеатра «Альгамбра».
В 1931 году становится членом пронацистского Немецкого общества архитекторов и инженеров (Kampfbund der deutschen Architekten und Ingenieure).
С захватом гитлеровцами власти в декабре 1933 года становится руководителем восточнопрусского союза развития искусства. Является государственным уполномоченным на строительстве нового Дома радио в Кёнигсберге. Становится профессором и назначается руководителем кафедры Кёнигсбергской академии художеств вместо вынужденно ушедшего в отставку Фридриха Ларса.
Фрик — автор последнего культового сооружения, возведенного немцами в Кёнигсберге — евангелической кирхи Христа в Ратсхофе. Здание было спроектировано в 1932 году, строилось в 1936—1937 годах, освящено 31 октября 1937 года.
В 1943 году из-за приближения военных действий к Восточной Пруссии Академия закрылась (официально считается, что в январе 1945 года). В 1944 году Гитлером Фрик включён в число видных архитекторов Германии, что давало определенные льготы в тяжёлых военных условиях.
В январе 1945 года Фрик бежал в Баварию.
В возрасте 79 лет в 1963 году умер в Бад-Райхенхалль.

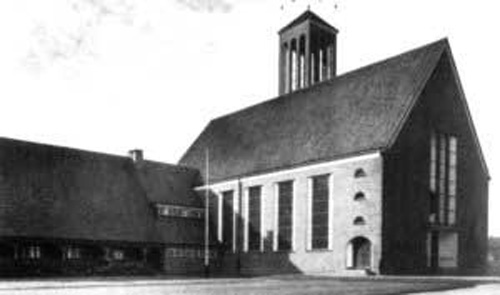
Кирха Христа в Ратсхофе

## Основные архитектурные работы в Кёнигсберге и окрестностях
- Рыбацкое поселение «Neu Wangenkrug» в Нойкурене (ныне Пионерский), 1921—1923
- Здания целлюлозно-бумажного завода в Кёнигсберге, 1922
- Комплекс мясокомбината в Кёнигсберге, Hardershof, Stresemannstraße/ Liebigstraße, 1928
- Управление полиции в Тильзите (ныне Советск), около 1929
- Офисно-торговый центр с кинотеатром «Alhambra» в Кёнигсберге, Steindamm / Wagnerstraße, 1931 (проект кинотеатра архитектора Hans Manteuffel)
- Кирха Христа в Ратсхофе (Christuskirche in Ratshof), Von-Brandt-Allee 12) 1937